# Trevor Fitzroy
Trevor Fitzroy est un super-vilain évoluant dans l'univers Marvel de la maison d'édition Marvel Comics. Créé par le scénariste et le dessinateur, le personnage de fiction apparaît pour la première fois dans comic book Uncanny X-Men #281 en 1991.
C'est lui qui a ramené Bishop d'un futur alternatif dans la réalité de la Terre 616, la réalité principale de l'univers Marvel.

## Biographie du personnage
Trevot Fitzroy est le fils illégitime d'Anthony Shaw, le Roi noir du Club des Damnés dans un futur dystopique.
Il rejoignit les XSE (Xavier's Security Enforcers (en)) et se lia avec Shard (en). Mais ses ambitions criminelles ne collaient pas avec l'idéal des XSE et il fut chassé. Son père fortuné essaya le protéger mais il fut bientôt coupable de meurtre. Il fut arrêté par Bishop, officier des XSE.
Il fut libéré par les XUE (Xavier's Underground Enforcers) qui pensaient l'utiliser pour changer le passé et récupérer un meilleur présent. Mais Shard les arrêta et Fitzroy retourna en prison.
De sa cellule, il réussit à s'échapper dans le présent (la réalité de la Terre-616) avec son serviteur Bantam. Là, il s'allia avec les Parvenus, de riches mutants cherchant à éliminer leurs rivaux au sein du Club des Damnés.
Pour entrer dans le jeu lancé par Le Maître du jeu, Trevor lança des Sentinelles sur Donald Pierce, le leader des Reavers. Pierce réchappa de justesse à la mort et arriva au Club, suivi par les robots chasseurs. Ces derniers tuèrent alors le cyborg et la plupart des Hellions. Emma Frost, leur mentor, tomba alors dans le coma.
Les X-Men combattirent contre Fitzroy, qui utilisa ses pouvoirs pour faire venir des criminels de son époque. Mais Bishop, Randall et Malcolm, officiers des XSE réussirent à suivre ces criminels et arrivèrent dans la réalité 616. Randall et Malcolm furent tués, et Bishop rejoignit les X-Men.
Fitzroy attaqua Séléné et la captura mais elle s'échappa. Il essaya de tuer Forge, puis X-Force, demandant qu'ils lui livrent Rictor et Warpath, anciens Hellions et mis à prix dans le Jeu. Cable piégea Trevor qui absorba sa force vitale, mais les pouvoirs du mutant se focalisèrent sur son bras mécanique, et ils utilisèrent alors l'énergie du criminel pour ouvrir un portail, le laissant sans force.
Plus tard, il devint le Fou Blanc du Club. Il prit le contrôle d'une autre réalité grâce à ses pouvoirs, mais Bishop intervint et le tua.

## Pouvoirs et capacités
Trevot Fitzroy est un mutant qui pouvait drainer l'énergie vitale, pour la convertir en énergie qu'il utilisait pour ouvrir des portails spatio-temporels.
- Fitzroy portait une armure hi-tech qui augmentait sa force et le protégeait des impacts, mais elle fut détruite par les X-Men, puis par X-Force.
- Il commandait des petites versions de robots Sentinelles, capables de s'auto-réparer avec le matériel trouvé à proximité.